# Pyronia
Genre
Le genre Pyronia regroupe des lépidoptères (papillons) de la famille des Nymphalidae et de la sous-famille des Satyrinae.

## Systématique
Le genre Pyronia a été décrit par l'entomologiste allemand Jakob Hübner en 1819 .
- L'espèce type pour le genre est Pyronia tithonus (Linnaeus, 1771)

### Synonymie
- Idata de Lesse, 1952[2]
- Pasiphana de Lesse, 1952 [2]

## Taxinomie
Liste des espèces
- Pyronia bathseba (Fabricius, 1793) — Ocellé rubané ou Tityre. Présent au Maroc, en Algérie et dans le sud-ouest de l'Europe.
- Pyronia cecilia (Vallentin, 1894) — Ocellé de la canche. Présent au Maroc, dans le sud de l'Europe et en Asie Mineure.
- Pyronia coenonympha Felder, 1865. Présent dans l'Himalaya.
- Pyronia janiroides (Herrich-Schäffer, 1851) — Petit myrtil. Présent en Algérie et en Tunisie.
- Pyronia tithonus (Linnaeus, 1771) — Amaryllis. Présent au Maroc, au centre et au sud de l'Europe et en Asie Mineure.

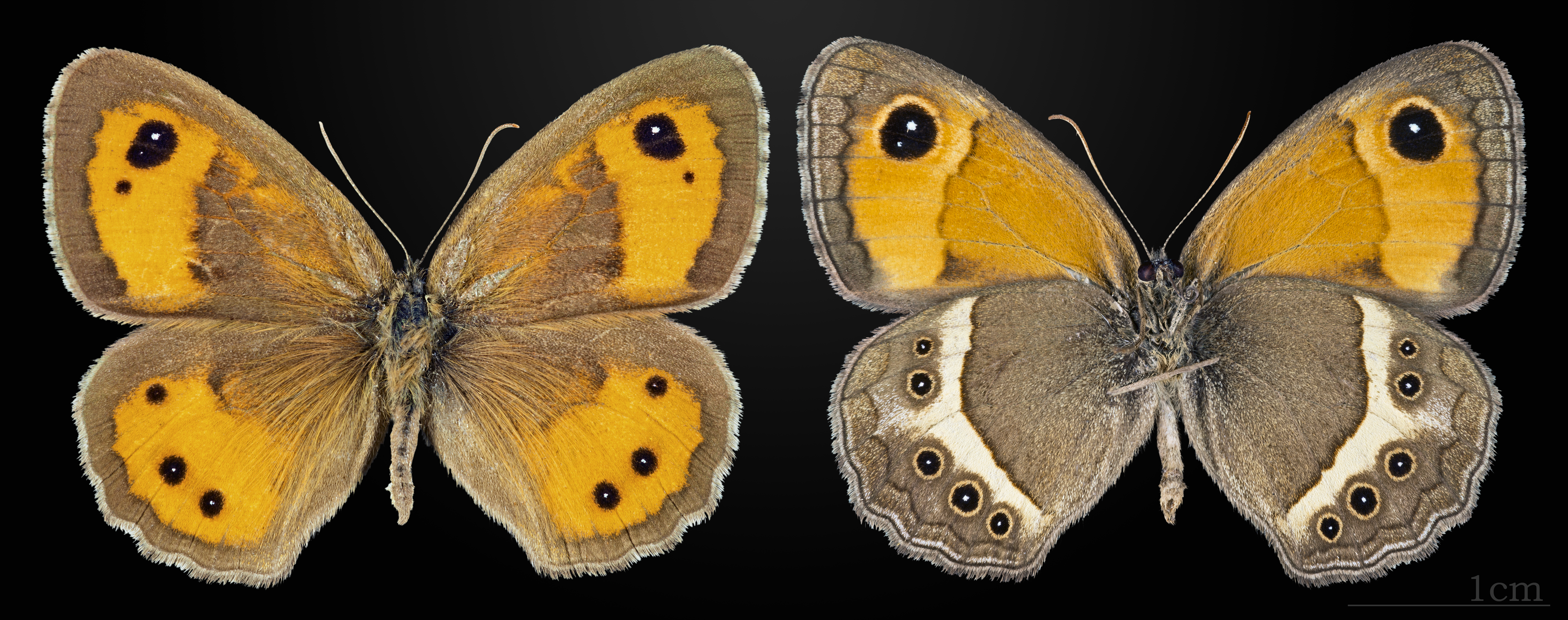
Pyronia bathseba
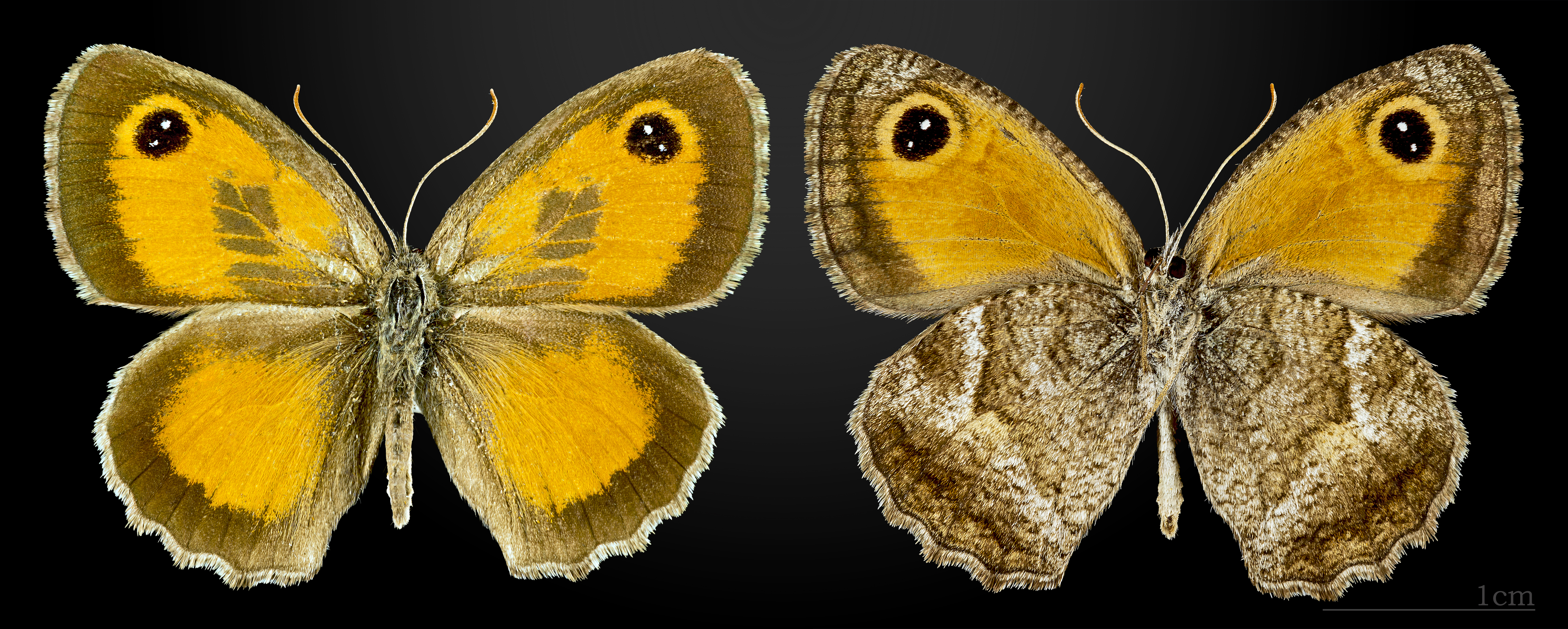
Pyronia cecilia
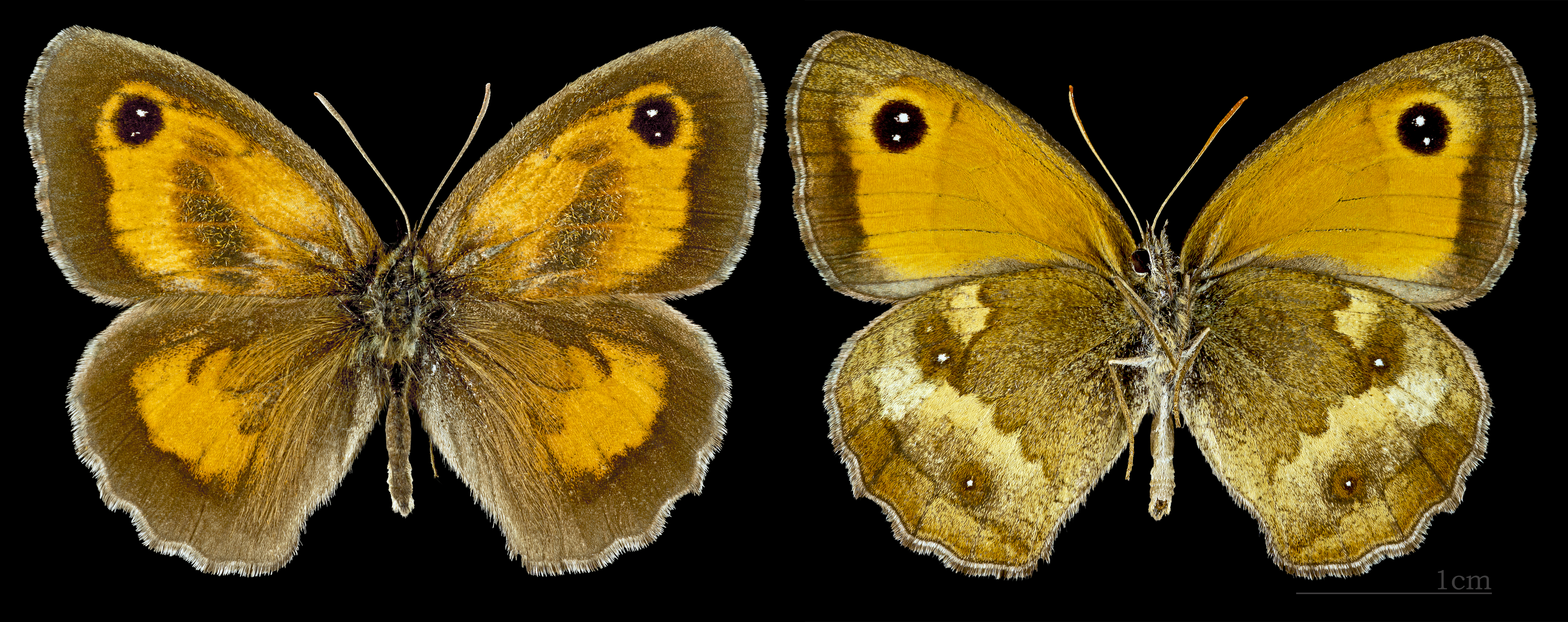
Pyronia tithonus

### Source
- (en) funet